# 弗拉基米尔·弗谢沃洛多维奇 (佩列亚斯拉夫)
弗拉基米尔·弗谢沃洛多维奇 Владимир Всеволодович（1192年10月26日—1227年1月6日），古罗斯王公，佩列亚斯拉夫王公（1213年~1215年），斯塔罗杜布王公（1217年~1227年）。 
弗拉基米尔·弗谢沃洛多维奇为弗拉基米尔大公弗谢沃洛德三世（大窝）第五子，母亲是波希米亚公主玛丽。
在弗谢沃洛德去世后，弗拉基米尔·弗谢沃洛多维奇统治尤里耶夫。他在长兄康斯坦丁·弗谢沃洛多维奇与二哥尤里·弗谢沃洛多维奇争夺弗拉基米尔大公公位的斗争中支持前者。然而尤里·弗谢沃洛多维奇根据父亲的安排继承了公位。1213年，迫于尤里的压力，弗拉基米尔·弗谢沃洛多维奇离开了自己的领地尤里耶夫。他先去莫斯科，但不久又被赶跑；后来他来到雅罗斯拉夫·弗谢沃洛多维奇王公（大窝第四子）的领地德米特罗夫，企图在这座城市据守。但是德米特罗夫的居民显然不欢迎他，他们自己烧毁了所有民房，并准备抵抗任何入侵。而弗拉基米尔·弗谢沃洛多维奇在获知雅罗斯拉夫·弗谢沃洛多维奇迫近的消息后，立刻放弃了占领德米特罗夫的想法并返回莫斯科；他的后卫队将德米特罗夫洗劫一空。
在经过长期僵持之后，雅罗斯拉夫和尤里向盘踞在莫斯科的弗拉基米尔·弗谢沃洛多维奇派来使者。经过谈判，弗拉基米尔归还了莫斯科，到南方的佩列亚斯拉夫当王公。1215年，弗拉基米尔·弗谢沃洛多维奇曾被波洛韦茨人俘获，一年后获释。
在利皮齐河战役中，弗拉基米尔·弗谢沃洛多维奇支持尤里·弗谢沃洛多维奇，然而战争的结果却是大窝的长子康斯坦丁·弗谢沃洛多维奇获胜。在康斯坦丁当上大公后不久，弗拉基米尔被调到斯塔罗杜布当王公。他在1227年去世。

## 家庭
- 妻子：切尔尼戈夫公主，格列布·斯维亚托斯拉维奇王公之女，1215年结婚

| 前任： 弗拉基米尔·留里科维奇 | 佩列亚斯拉夫王公 | 继任： 弗谢沃洛德·康斯坦丁诺维奇 |